# Sibbesse
Sibbesse – gmina samodzielna (niem. Einheitsgemeinde) w Niemczech, w kraju związkowym Dolna Saksonia, w powiecie Hildesheim. Do 31 października 2016 gmina, siedziba gminy zbiorowej Sibbesse. Dzień później po rozwiązaniu gminy zbiorowej, cztery gminy: Adenstedt, Almstedt, Eberholzen oraz Westfeld weszły w jej skład stając się zarazem jej dzielnicami.